# アエロニアン
| 累代        | 代     | 紀           | 基底年代 Mya |
| ----------- | ------ | ------------ | ------------ |
| 顕生代      | 新生代 | 第四紀       | 2.58         |
| 顕生代      | 新生代 | 新第三紀     | 23.03        |
| 顕生代      | 新生代 | 古第三紀     | 66           |
| 顕生代      | 中生代 | 白亜紀       | 145          |
| 顕生代      | 中生代 | ジュラ紀     | 201.3        |
| 顕生代      | 中生代 | 三畳紀       | 251.902      |
| 顕生代      | 古生代 | ペルム紀     | 298.9        |
| 顕生代      | 古生代 | 石炭紀       | 358.9        |
| 顕生代      | 古生代 | デボン紀     | 419.2        |
| 顕生代      | 古生代 | シルル紀     | 443.8        |
| 顕生代      | 古生代 | オルドビス紀 | 485.4        |
| 顕生代      | 古生代 | カンブリア紀 | 541          |
| 原生代      | 原生代 | 原生代       | 2500         |
| 太古代      | 太古代 | 太古代       | 4000         |
| 冥王代      | 冥王代 | 冥王代       | 4600         |
| 1. 2. 3. 4. |        |              |              |

アエロニアン（英: Aeronian）は、国際層序委員会によって定められた地質学用語である、地質時代名の一つ。4億4080万年前（誤差120万年）から4億3850万年前（誤差110万年）にあたる、シルル紀ランドベリ世を三分した中期である。前の期はランドベリ世の前期ラッダニアン、次の期はランドベリ世後期テリチアン。日本語ではアエロン期とも呼ばれる。

## GSSP
国際標準模式層断面及び地点(GSSP)はイギリスのウェールズのCwm-coed-Aeronファームの500メートル北である Trefawr Track に位置する。GSSPはTrefawr累層のなだらかに傾斜したブロック状泥岩中に存在する。Trefawr累層は主に貝殻のような多様な動物相に富むほか、複数の群集帯を認めるに足るだけのフデイシも産出する。

## 日本において
南ウラルから報告された Haplotaeniatum tegimentum 放散虫群集は最前期アエロニアン以降から中期テリチアン以前の指標とされている。福井県大野市の野尻から影路にかけて分布する飛騨外縁帯の影路累層からはこの群集に対比できる放散虫化石が産出しており、影路累層も同様の時代の地層であると考えられている。